# (7039) Yamagata
(7039) Yamagata ist ein Asteroid des Hauptgürtels, der am 14. April 1996 vom japanischen Amateurastronomen Tomimaru Ōkuni an der Sternwarte von Nan’yō (IAU-Code 358) in der Präfektur Yamagata entdeckt wurde.
Der Asteroid gehört zur Vesta-Familie, einer großen Gruppe von Asteroiden, benannt nach (4) Vesta, dem zweitgrößten Asteroiden und drittgrößten Himmelskörper des Hauptgürtels.
Der Himmelskörper wurde nach der japanischen Präfektur Yamagata in der Region Tōhoku auf der Insel Honshū benannt.